# Campoussy
Campoussy (in catalano Campossí, in occitano Campossin) è un comune francese di 46 abitanti situato nel dipartimento dei Pirenei Orientali nella regione dell'Occitania.

## Geografia fisica

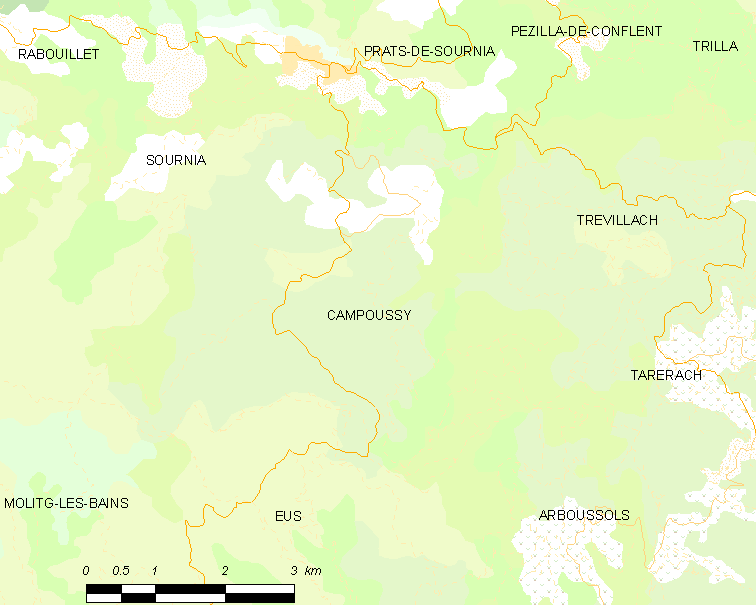
Situazione di Campoussy

## Società

### Evoluzione demografica
Abitanti censiti